# Брюховецький В'ячеслав Степанович
В'ячесла́в Степа́нович Брюхове́цький  (нар. 14 липня 1947, Дзауджикау, Північно-Осетинська АРСР, Російська РФСР, СРСР) — український літературознавець, педагог і громадський діяч, літературний критик, Герой України (2007), кавалер Ордена "За заслуги" III ст. (1997), лауреат премія імені Олекси Гірника (2005), почесний президент Національного університету «Києво-Могилянська академія».
Головний ініціатор відродження Києво-Могилянської академії як сучасного вищого навчального закладу, побудованого на зразках північноамериканських університетів, згодом ректор і президент (1991—2007), з 2007 — почесний президент Національного університету «Києво-Могилянська академія».
Член Спілки письменників України (з 1982). Доктор філологічних наук, кандидат педагогічних наук; член Національної комісії України у справах ЮНЕСКО. Член правління Фонду Ріната Ахметова, член Наглядової Ради ВМГО «Союз обдарованої молоді», один з засновників та член Ради конкурентоспроможності України.
Один з засновників (1 грудня 2011), до 2019 року учасник ініціативної групи «Першого грудня».
Входить до списку «100 великих українців», який у 2020 та 2022 роках складав журнал НВ

## Освіта
- 1966 — Смілянський технікум харчової промисловості, машинобудування. Фах — технік-механік.
- 1974 — факультет журналістики Київського державного університету ім. Т. Шевченка. Диплом з відзнакою, присвоєно кваліфікацію журналіста — кореспондента газети.
- 1979 — аспірантура Київського державного інституту культури імені Олександра Корнійчука.
- 1980 — рада Ленінградського державного інституту культури ім. Н. І. Крупської присвоїла В. Брюховецькому науковий ступінь кандидата педагогічних наук.
- 1986 — захист докторської дисертації на здобуття ступеня доктора філологічних наук, Інститут літератури ім. Т. Г. Шевченка НАН України.

Кандидатська дисертація — «Специфіка розвитку літературно-критичної активності старших підлітків у процесі керівництва читанням» (1980).
Докторська дисертація — «Природа, функції і метод літературної критики» (1986).

## Родина
- батько Степан Олексійович Брюховецький (1909, с. Олександрівка на Чернігівщині – 1997)[7]
- мати Валентина Пилипівна, до шлюбу Горячківська (1917, Канів – 2004, Черкаси)[7]
- старший брат (нар. біля 1937, загинув 1 травня 1945 року)[8][9][10]
- дружина Лариса Іванівна (нар. 1949) – кінознавець[7][11]
- дочка Оксана (нар. 1973) – художниця-керамістка, закінчила художню академію, займається книжковим дизайном, редакторка журналу «Кіно-Театр»[7][9][10]. Кураторка скандальної виставки «Українське тіло»[12][13] (2012)
- дочка Ольга (нар. 1976) – закінчила філософський факультет КНУ імені Тараса Шевченка, кандидатка філософських наук[7][9][10]
- онучка Меланія[7][9][10]

## Професійна діяльність
- 1965–1966 — котельник, Смілянський машинобудівний завод.
- 1966–1966 — практикант-дипломант, Черкаський машинобудівний завод.
- 1967–1967 — слюсар-котельник, Одеський завод «Продмаш».
- 1967–1968 — служба в армії (оператор РЛС).
- 1968–1969 — слюсар, Черкаський завод хімреактивів.
- 1973–1976 — журналіст, завідувач відділу критики газети «Літературна Україна» (Київ).
- 1980–1991 — науковий працівник, завідувач відділу критики Інституту літератури ім. Т. Г. Шевченка НАН України (Київ).
- 1989–1990 — професор на запрошення Ратґерського університету, США («Українська література. Критика»).
- 1990–1990 — професор на запрошення Манітобського університету, Канада («Українська література»).
- 1991–1994 — ректор Національного університету «Києво-Могилянська академія».
- 1994–2007 — президент Національного університету «Києво-Могилянська академія».
- З 2007 р. — почесний президент Національного університету «Києво-Могилянська академія».

## Професійна активність
У 2005—2010 роках — член Комітету з присудження Національної премії України ім. Тараса Шевченка.
У 2005—2007 роках — президент ВГО «Експерти України».

## Політична діяльність
Член КПРС (1968–1990). До 1990 очолював партбюро КПУ Інституту літератури імені Тараса Шевченка НАНУ.
Один з ініціаторів створення Народного Руху України (1989).
Уповноважена особа Виборчого блоку Віктора Ющенка «Наша Україна» в багатомандатному виборчому окрузі (2002).
2006 — обраний депутатом Київської міської ради за списком «Нашої України», але невдовзі відмовився від депутатського мандату.

## Публікації
В'ячеслав Брюховецький є автором понад 400 публікацій, зокрема, книг:
- Іван Сенченко (1981)
- Силове поле критики [Архівовано 25 лютого 2018 у Wayback Machine.] (1984)
- Критика в сучасному літературному процесі (1985)
- Специфіка і функції літературно-критичної діяльності (1986)
- Ліна Костенко [Архівовано 15 жовтня 2016 у Wayback Machine.] (1990)
- Микола Зеров [Архівовано 3 травня 2018 у Wayback Machine.] (1991)
- Factum est factum (2010)
- Віктор Петров. Розвідки у 3-х томах (2013)

## Нагороди та відзнаки
- 1995 — Міжнародна премія Антоновичів
- 1996 — Медаль Комісії народної освіти[pl] Республіки Польща
- 1997 — Орден «За заслуги» III ст.
- 1997 — Подяка голови Київської міської державної адміністрації Олександра Омельченка
- 1998 — Орден Святого рівноапостольного князя Володимира Великого
- 2001 — Всеукраїнська премія «Визнання»
- 2001 — Подяка Подільської райради м. Києва
- 2003 — Орден «За інтелектуальну відвагу»
- 2005 — Офіцерський хрест «За заслуги перед Республікою Польща»
- 2005 — Премія імені Олекси Гірника
- 2005 — Пам'ятний знак «Видатному учаснику Помаранчевої революції»
- 25 червня 2007 Президент України Віктор Ющенко підписав указ про надання В'ячеславові Брюховецькому звання «Герой України» з удостоєнням ордена Держави.
- Відзнака Президента України — ювілейна медаль «25 років незалежності України» (2016).[15]